# Eugène Vauthrot
François Eugène Vauthrot, né le 2 septembre 1825 à Paris et mort le 18 avril 1871 à Paris, est un pianiste et organiste, chef de chant à l'Opéra de Paris (1856-1870), professeur de chant au Conservatoire de Paris (1865), auteur de réductions pour piano d’œuvres lyriques français.

## Biographie
Il participe avec Victor Massé et Louis Croharé aux 164 répétitions de Tannhäuser pour les représentations à l'Opéra de Paris de 1861. Richard Wagner leur a rendu hommage : « ils lui avaient avec un réel dévouement, facilité la besogne ».